# Хики, Эрон
Эрон Бьюкенен Хики (англ. Aaron Buchanan Hickey, английское произношение: [ˈærən ˈhɪkɪ]; родился 10 июня 2002, Глазго) — шотландский футболист, защитник английского клуба «Брентфорд» и национальной сборной Шотландии.

## Клубная карьера
Эрон начал футбольную карьеру в юношеской академии клуба «Харт оф Мидлотиан». Затем перешёл в академию «Селтика», но в 2018 году вернулся в «Хартс». Согласно условиям его возвращения, «Селтик» получит 30 % от суммы будущего трансфера игрока в другой клуб.
10 мая 2019 года Хики дебютировал в основном составе «Харт оф Мидлотиан» в матче высшего дивизиона чемпионата Шотландии против «Абердина». 25 мая 2019 года вышел в стартовом составе «Хартс» в финале Кубка Шотландии против «Селтика», став самым молодым участником финала Кубка Шотландии после Джона Флека в 2008 году (однако Флек провёл в том финале только 5 последних минут, а Хики сыграл полный матч).
22 сентября 2019 года забил свой первый гол в эдинбургском дерби против «Хиберниана».
24 сентября 2020 года перешёл в итальянский клуб «Болонья». Четыре дня спустя дебютировал за клуб в матче итальянской Серии A против «Пармы».
9 июля 2022 года перешёл в английский клуб «Брентфорд» за 17 млн фунтов, подписав четырёхлетний контракт. 7 августа 2022 года дебютировал за «Брентфорд» в матче Премьер-лиги против «Лестер Сити».

## Карьера в сборной
В 2019 года дебютировал в составе сборной Шотландии до 17 лет.
24 марта 2022 года дебютировал в составе главной сборной Шотландии в матче против сборной Польши.